# Liechtenstein en los Juegos Olímpicos de Lake Placid 1980
Liechtenstein estuvo representado en los Juegos Olímpicos de Lake Placid 1980 por un total de 7 deportistas que compitieron en 2 deportes.  
La portadora de la bandera en la ceremonia de apertura fue la esquiadora alpina Petra Wenzel.

## Medallistas
El equipo olímpico de Liechtenstein obtuvo las siguientes medallas:
| Nombre         | Deporte      | Competición       |
| -------------- | ------------ | ----------------- |
| Oro            |              |                   |
| Hanni Wenzel   | Esquí alpino | Eslalon F         |
| Hanni Wenzel   | Esquí alpino | Eslalon gigante F |
| Plata          |              |                   |
| Hanni Wenzel   | Esquí alpino | Descenso M        |
| Andreas Wenzel | Esquí alpino | Eslalon gigante M |
| Bronce         |              |                   |
| —              |              |                   |